# Tilli-Hanum Planitia
La Tilli-Hanum Planitia è una struttura geologica della superficie di Venere.